# Unione Sportiva Aurora Mombretto 1991-1992
Questa voce raccoglie le informazioni riguardanti l'Unione Sportiva Aurora Mombretto nelle competizioni ufficiali della stagione 1991-1992.

## Rosa
Rosa aggiornata all'inizio della stagione.
| N. |                   | Ruolo | Calciatrice           |
| -- | ----------------- | ----- | --------------------- |
|    | Italia (bandiera) | D     | Sabrina Carlassara    |
|    | Italia (bandiera) | C     | Nicole Colombo        |
|    | Italia (bandiera) | D     | Sabrina Cortese       |
|    | Italia (bandiera) | C     | Maria Teresa D'Errico |
|    | Italia (bandiera) | A     | Patrizia Faccio       |
|    | Italia (bandiera) | P     | Clara Florino         |
|    | Italia (bandiera) | A     | Elena Garlaschelli    |
|    | Italia (bandiera) | C     | Debora Gheduzzi       |
|    | Italia (bandiera) | A     | Emanuela Gheduzzi     |

| N. |                    | Ruolo | Calciatrice        |
| -- | ------------------ | ----- | ------------------ |
|    | Italia (bandiera)  | D     | Sara Grassi        |
|    | Italia (bandiera)  | P     | Marinella Massari  |
|    | Etiopia (bandiera) | C     | Shewaye Mulatu     |
|    | Italia (bandiera)  | C     | Elisabetta Secci   |
|    | Italia (bandiera)  | D     | Francesca Serafino |
|    | Italia (bandiera)  | D     | Cristina Stellini  |
|    | Italia (bandiera)  | D     | Agostina Vitale    |
|    | Italia (bandiera)  | A     | Magdala Vitari     |